# أوعية الأعصاب

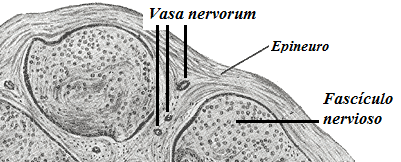

أَوعِيَةُ الأَعْصاب  (بالإنجليزية: vasa nervorum )‏، هي شرايين صغيرة تغذي الأعصاب الطرفية بالدم. هذه الأوعية تورد الدم إلى الأجزاء الداخلية من الأعصاب وطبقاتها.

## الأهمية السريرية
الأوعية الصغيرة مثل أوعية العروق و أوعية الأعصاب مُعرّضة بشكل خاص للضغط الميكانيكي الخارجي. انخفاض تدفق الدم عبر هذه الأوعية له دور هام في تطور اعتلال الأعصاب الطرفي السكري. يؤدي التهاب شرايين الاعصاب إلى اعتلال الأعصاب المتعدد واعتلال الأعصاب المحيطية. يؤدي انسداد أوعية الأعصاب في شرايين غلاف الاعصاب إلى نقص تروية الأعصاب مؤدياً إلى اعتلال الاعصاب الوعائي. وهو سبب لظهور عدة أمراض منها شلل العصب الوجهي. خلال الإجراءات التشخيصية أو العلاجية، يمكن أن يؤدي حقن مضيق الأوعية بالقرب من العصب إلى تقليل التروية في أوعية الأعصاب، مما قد يؤدي إلى حدوث إصابة للأعصاب المُرتبطة بها.